# 劳动团体 (俄罗斯帝国)
劳动团体（羅馬化：Trudovaya gruppa）是1906年—1917年俄罗斯帝国的一个民主社会主义和农业社会主义政党。劳动团体原隶属于社会革命党，因坚持参与第一届帝国杜马选举而与社会革命党决裂。第一届杜马选举，劳动团体获得478席中的97席，第二届获得518席中的104席。后来的俄罗斯临时政府总理亚历山大·克伦斯基在1912年作为劳动团体代表当选帝国杜马议员。